# Spiere-Helkijn
Spiere-Helkijn (em francês:  Espierres-Helchin) é um município belga da província de Flandres Ocidental. O município compreende as vilas de  Helkijn and Spiere. Em 1 de Janeiro de 2006, o município tinha uma população de 2.030 habitantes, uma área total de  10.78 km² e um densidade populacional de   188 habitantes por km².

## Geografia
Spiere-Helkijn possui duas vilas ou deelgemeenten: Helkijn (Helchin) e Spiere (Espierres).
|    |         |           |                  |
| Nº | Nome    | Área (km2 | População (2006) |
| I  | Helkijn | 4,79      | 867              |
| II | Spiere  | 5,98      | 1.162            |

Fonte: website Spiere-Helkijn http://www.spiere-helkijn.be/</small[ligação inativa]>